# San Lucas AVA
San Lucas AVA (anerkannt seit dem 29. Januar 1987) ist ein Weinbaugebiet im US-Bundesstaat Kalifornien. Das Gebiet liegt im Süden des Verwaltungsgebiets Monterey County. Die geschützte Herkunftsbezeichnung ist Teil der übergeordneten Monterey AVA und wird im Osten durch den Salinas River und im Westen durch die Santa Lucia Mountains definiert. Im Norden liegt die San Bernabe AVA und im Osten der am südlichsten Ende des Salinas Valley liegenden Gebiets schließt die Chalone AVA an. Die Appellation profitiert von einer frühen Beschattung der Weinberge durch die Santa Lucia Mountains, so dass die Differenz zwischen Tages- und Nachttemperaturen sehr ausgeprägt ist. Dadurch können trotz des warmen Klimas frühreifende Rebsorten wie Chardonnay und Pinot Noir gedeihen. Die Eigentümer des aktuell weltgrößten zusammenhängenden Weinbergs, des San Bernabe vineyard, sind um eine eigene Anerkennung als Weinbaugebiet bemüht.